# Dust of Light / Ears Drawing Sounds
Dust of Light / Ears Drawing Sounds ist ein Studioalbum von Ivo Perelman und Pascal Marzan. Die im Februar 2020 in London entstandenen Aufnahmen erschienen am 28. Oktober 2020 auf Setola di Maiale.

## Hintergrund
Zur Feier seines dreißigjährigen Aufnahmejubiläums legte der Saxophonist Ivo Perelman im Jahr 2020 drei Alben mit drei Protagonisten des zeitgenössischen Gitarrenspiels vor, mit Gordon Grdina (und Hamin Honari) bei Not Two Records (The Purity of Desire), Joe Morris (plus Matthew Shipp) bei Mahakala (Shamanism) und schließlich mit dem französischen Improvisationsmusiker Pascal Marzan bei Setola di Maiale, also auf drei unterschiedlichen Labels. Dust of Light / Ears Drawing Sounds ist ebenso wie ein weiteres, mit Streichern eingespieltes Album, London String Project, auf Initiative von Jean-Michel Van Schouwburg entstanden.

## Titelliste
- Ivo Perelman & Pascal Marzan – Dust of Light / Ears Drawing Sounds (Setola di Maiale SM4200)[1]

1. Hot Dust-Obscured Galaxies 7:27
2. River Mirroring a Smiling Moon 5:25
3. Bees And Squirrels in the Garden/Two Bees at My Window 8:16
4. Sun Through Closed Eyelids 2:57
5. Ears Drawing Sounds 1:24
6. Dusts Of Light/Dancing in Shadowed Forests 1:52
7. Swinging Swallows 1:16
8. Conversation In The Wind/Conversation with the Wind 2:00
9. Calling At The Doorway 2:17
10. High Mountain Walk 8:13
11. Reflections 2:49
12. Mysterious Bells 7:45

Die Kompositionen stammen von Ivo Perelman und Pascal Marzan.

## Rezeption
Ivo Perelman sei eine ganz besondere Referenz im Bereich der freien Improvisation in den Vereinigten Staaten, schrieb Guy Sitruk in Citizen Jazz. Darüber hinaus existiere diese Genre-Zuordnung für ihn nicht, zumal er seine Beiträge manchmal mit Anklängen aus einer weiter entfernten Jazztradition durchsetze. Es handle sich um eine Grenzüberschreitung, nicht nur der Ästhetik, sondern auch der Klangfarben und Tonlagen. Sein Spiel biete ausgefallene Töne, Glissandi und kurze Sequenzen, in denen die Vibratos ein wenig verrutschen und in denen eine gewisse Lyrik in ein unsicheres und instabiles Dazwischen verzerrt werde. Damit sei er schnell erkennbar.